# Swedbank
Swedbank AB är en svensk bank med verksamhet i Norden och Baltikum. Den bildades som Föreningssparbanken 1997 och namnändrade till Swedbank 2006. I Sverige samverkar banken med ett sextiotal lokala banker, de flesta av dem sparbanker. De största ägarna av Swedbank är Folksam och Sparbanks-Gruppen – Medlemsbanker som utgör Sparbanksintressenter i Swedbank.

## Historik
Swedbank är idag en affärsbank, men den har sina rötter i sparbanksrörelsen och i de kooperativa jordbrukskassorna. Historiken, som innehåller många sammanslagningar och namnbyten, sträcker sig tillbaka till 1820 då Sveriges första sparbank bildades av tysken Eduard Ludendorff. Banken skapades i sin nuvarande form 1997 genom att Sparbanken Sverige gick samman med den mindre Föreningsbanken. Trots sina namn var både Sparbanken Sverige och Föreningsbanken affärsbanker, men de hade i sin tur skapats genom tidigare samgåenden mellan fristående sparbanker respektive föreningsbanker.
Banken skaffade sig under 1990-talet intressen i Estland, Lettland och Litauen. Hansabank blev 1998 ett helägt dotterbolag.
År 2006 bytte banken namn och under hösten ändrades även varumärket till Swedbank. Förändringen har även genomförts i de baltiska staterna och istället för Hansabank bedriver man nu verksamheten i alla länder under varumärket Swedbank.
Swedbank var tidigare namnet på Sparbankens investmentbank (Sparbankernas bank), ett namn som följde med i fusionen med Föreningsbanken och på detta sätt användes det också av Sparbanken Sverige och Föreningssparbanken, då främst relaterat till dess investmentbank-verksamhet. Investmentdelen kallades efter namnändringen 2006 Swedbank Markets. Den 31 mars 2010 bytte Swedbank Markets namn till Large Corporates & Institutions. Verksamheten omfattar värdepappershandel, ränte- och valutahandel, corporate finance samt projekt-, export- och företagsfinansieringar.
I juli 2007 köpte Swedbank TAS-Kommerzbank med säte i Kiev och verksamhet i Ukraina. Denna avyttrades i april 2013.

## Den finansiella krisen i Baltikum
Under senare hälften av 2000-talet blev Swedbank en stor aktör på den baltiska marknaden och har anklagats för att vara en av de banker som har direkt eller indirekt ansvar för den långvariga finanskrisen i dessa länder genom de många lån – 207 miljarder kronor totalt – som i många fall gavs utan större krav på säkerhet. Swedbanks agerande i Östeuropa har i flera fall jämförts med vissa amerikanska bankers agerande under bankkrisen i USA.

## Verksamhet

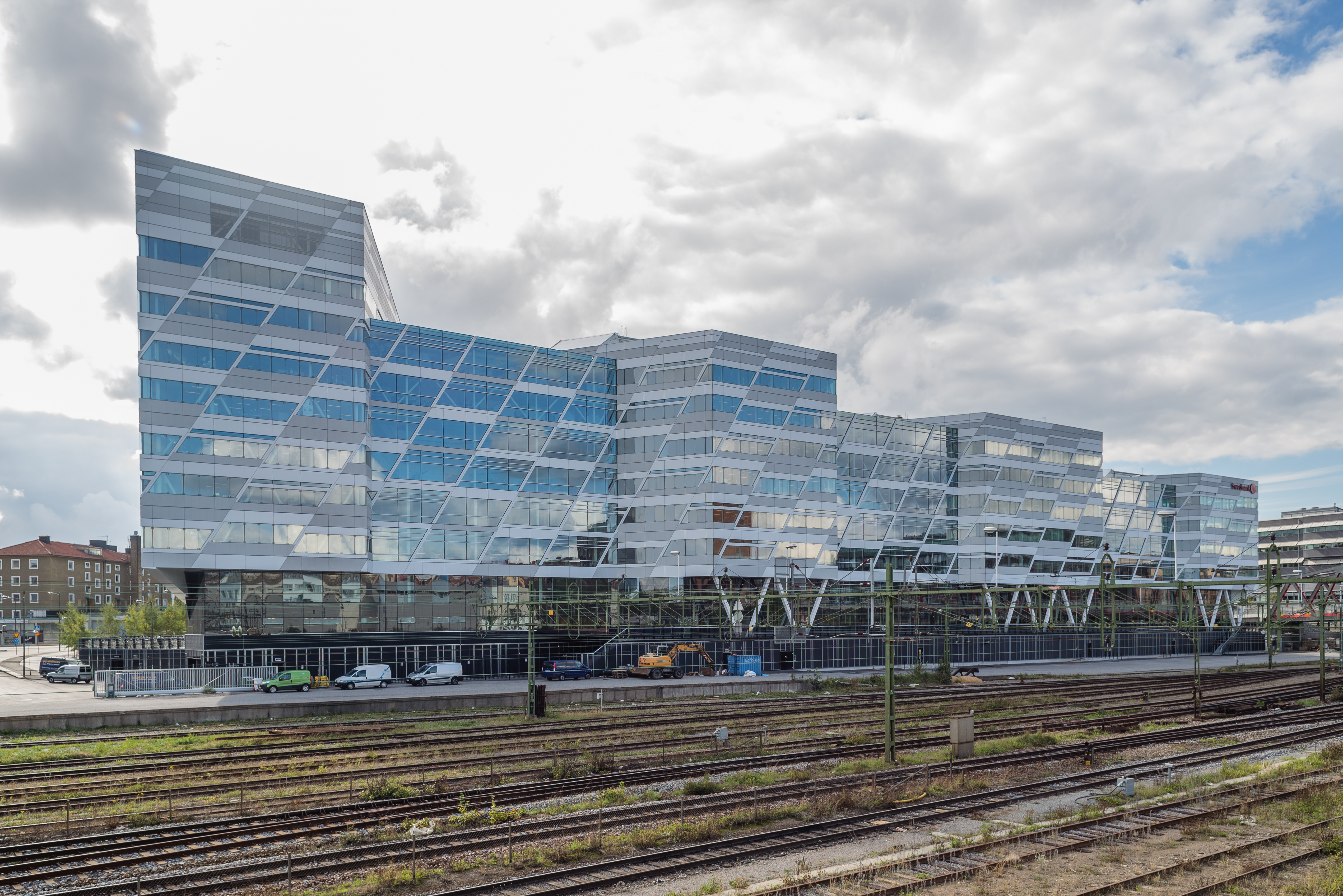
Swedbank huvudkontor 1, Landsvägen 50A, Sundbyberg, (kv. Cirkusängen 6, Lilla Alby).

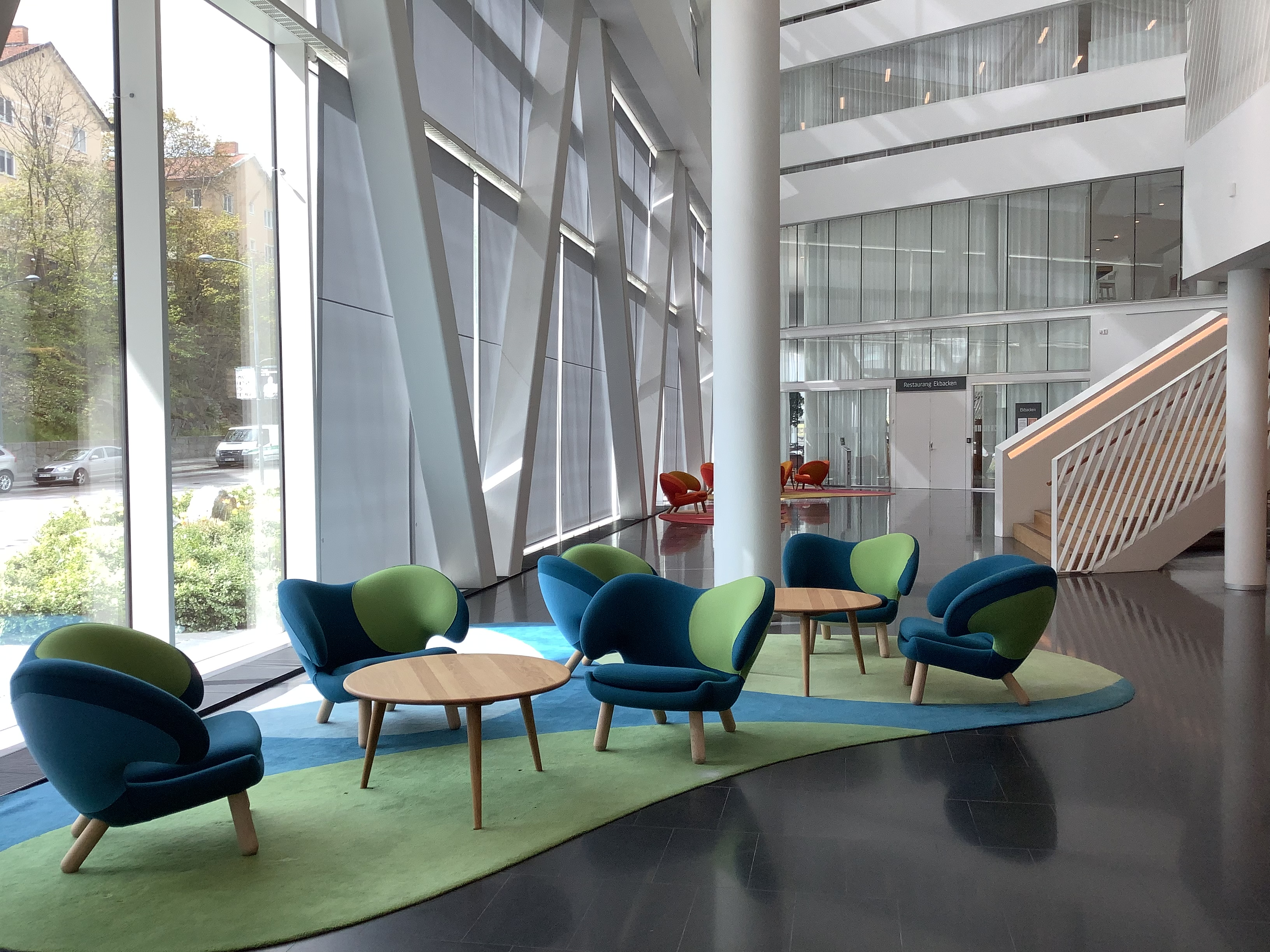
Vy över entréhallen vid Swedbanks huvudkontor på Landsvägen 50A, med Pelikan-fåtöljen (1940) formgiven av Finn Juhl.

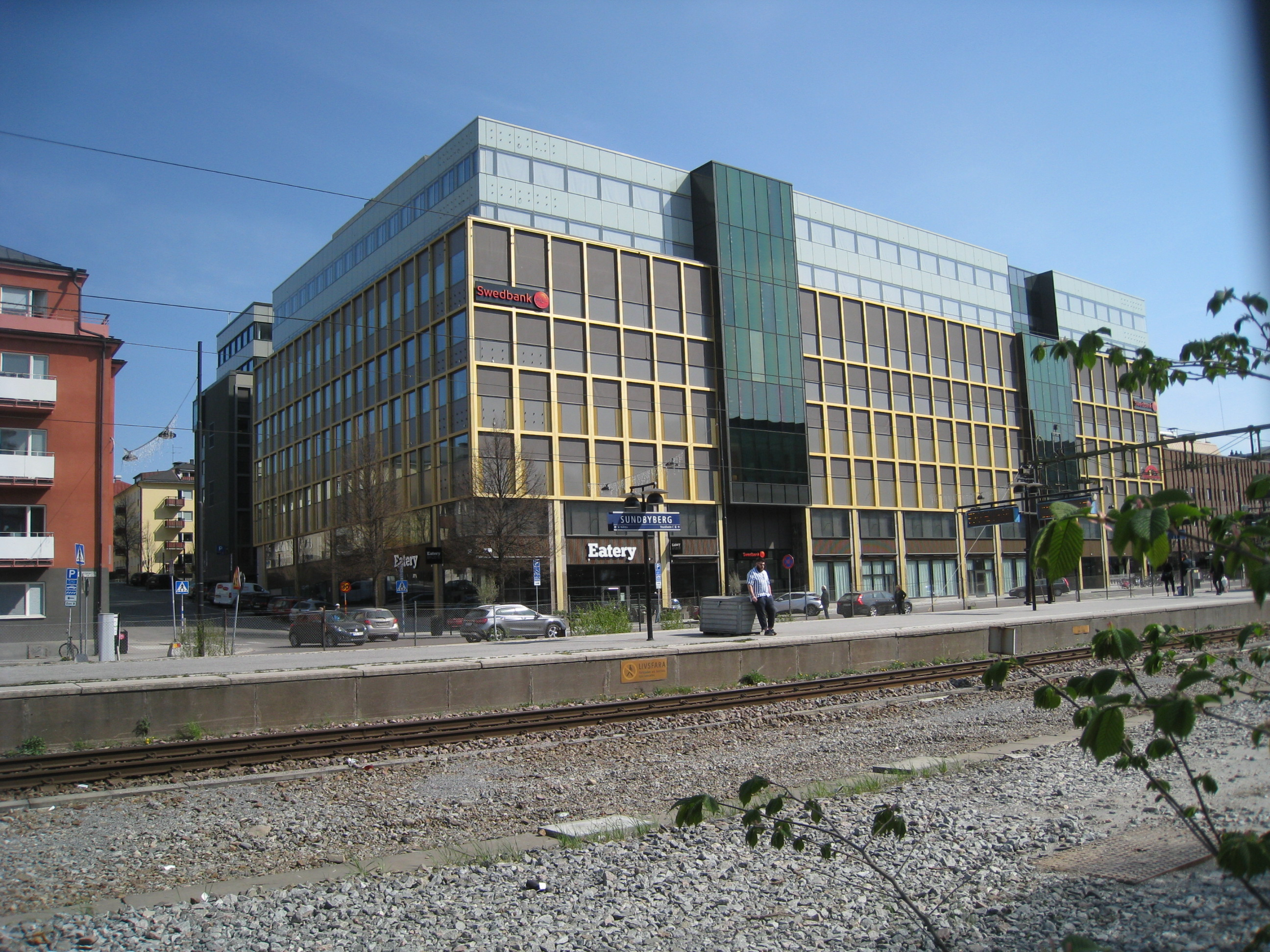
Swedbank huvudkontor 2, Järnvägsgatan 18, Sundbyberg, (kv. Orgeln 7, Centrala Sundbyberg).

Swedbanks primära huvudkontor i Vilnius, Litauen

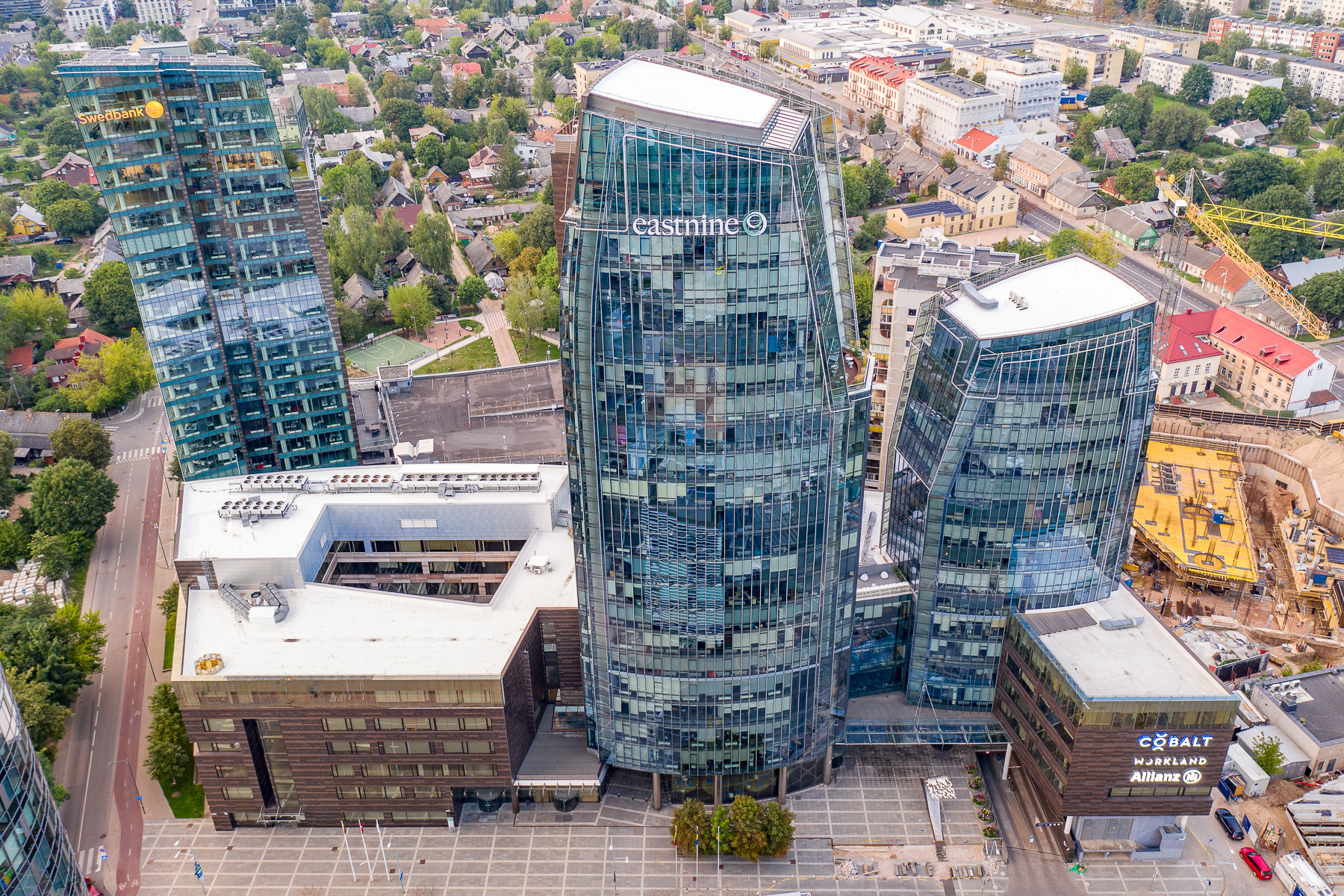
Swedbanks sekundära huvudkontor i Vilnius, Litauen

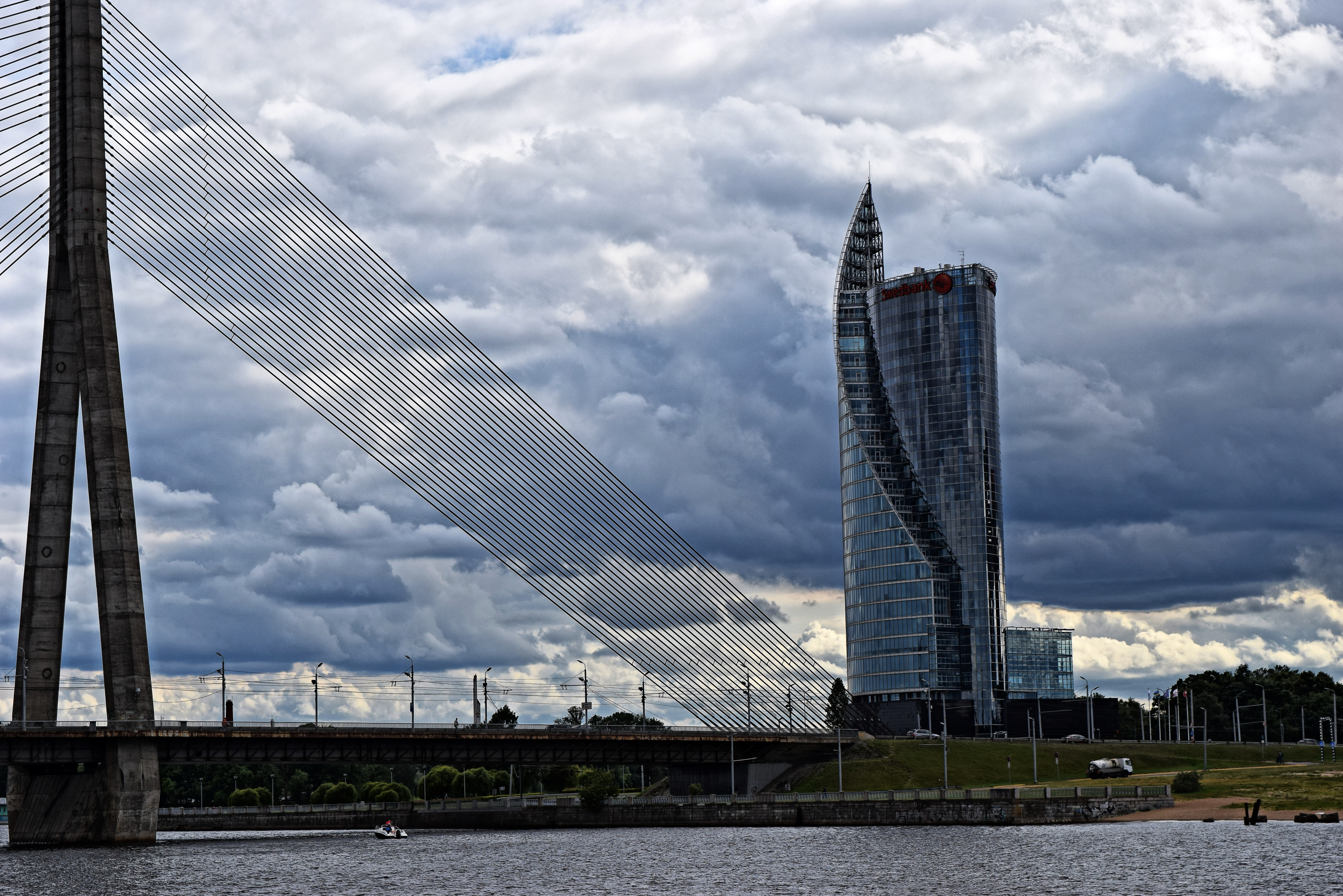
Swedbanks huvudkontor i Riga, Lettland

Swedbank har cirka sju miljoner privatkunder och cirka 550 000 företagskunder i Sverige, Estland, Lettland och Litauen. Swedbank är därmed den bank med sammanlagt flest kunder i Sverige och de tre baltiska länderna. Banken är dock en mindre aktör inom private banking. Koncernen har totalt 267 kontor i Sverige och de baltiska länderna. Balansomslutningen uppgick till 2 408 miljarder kronor (2019-12-31).
Totalt hade koncernen 16 327 anställda 2019. Swedbank har kontor i bland annat Helsingfors, Köpenhamn, Luxemburg, Marbella, Moskva, New York, Oslo, Johannesburg och Shanghai. Banken utsågs till Årets Affärsbank 2003, 2004, 2005 och 2009.
Swedbanks huvudkontor ligger sedan 2014 i kontorsfastigheten Cirkusängen 6 i Sundbyberg.

## Företagsledning

### Ordförande
- Göran Collert 1997–2003
- Carl Eric Stålberg 2003–2010
- Lars Idermark  2010[10]–2013
- Anders Sundström 2013–2016
- Lars Idermark 2016–2019[11]
- Göran Persson 2019-[12]

### Verkställande direktörer
- Reinhold Geijer 1997–2000[13]
- Birgitta Johansson-Hedberg 2000–2003
- Jan Lidén januari 2004–februari 2009
- Michael Wolf februari 2009–februari 2016
- Birgitte Bonnesen februari 2016–mars 2019
- Anders Karlsson mars 2019–oktober 2019 (tf.)
- Jens Henriksson oktober 2019–

## Teknikhaverier och kriser
Under senare år[när?] har Swedbank varit i centrum för flera skandaler och tekniska haverier, vilket påverkat bankens anseende negativt. Här nedan följer ett axplock av händelser:
- 16 november 2010 vid 15-tiden inträffade ett elektroniskt haveri som medförde att internetbanken, "kundsystemen", telefonbanken och kontor slutade fungera. Finansinspektionen övervakade och stod i direktkontakt med banken under haveriet och sade att man skulle se över bankens rutiner efteråt, då det finns krav att banker ska ha beredskap för att undvika sådana händelser.[15]
- 27 oktober 2011 slutade vid 19-tiden internetbanken, mobilbanken, Swedbanks uttagsautomater, och kortbetalningar att fungera.[16] 22:45 fungerade alla systemen igen.[17] Problemet berodde på att en uppdatering tidigare under dagen gått fel.[17]
- 10 april 2014 vid 20.30 slutade de flesta av Swedbanks tjänster att fungera, bland annat uttagsautomater, kortbetalningar, hemsidan och mobil/telefon/internetbanken.
- 2 juni 2015 vid 18.30 inträffade ett haveri vilket medförde att internetbanken, mobilbanken, uttagsautomater och vissa kortbetalningar slutade fungera. Haveriet berodde på att en uppdatering hade gått fel tidigare under eftermiddagen.[18]
- Den 20 februari 2019 anklagades Swedbank av Uppdrag granskning för att ha medverkat i penningtvätt i stor skala, framför allt i Baltikum, vilket utlöste en akut kris, med bland annat kraftig nedgång av aktiekursen. Styrelsen beslöt att entlediga verkställande direktören Birgitte Bonnesen omedelbart före bolagsstämman. Ny tillförordnad VD och koncernchef blev Anders Karlsson.[19]
- Den 20 november 2019 misstänks Swedbank av Uppdrag granskning ha brutit mot internationella lagar och USA:s sanktioner gentemot Ryssland. Detta efter att det uppdagas att pengar skickats via Swedbank från Kalasjnikovs vapentillverkning i Ryssland till Kalasjnikov USA.
- Den 14 februari 2020 drabbas banken av ett omfattande it-haveri som slår ut samtliga tjänster hos banken, bland annat kortköp, swish, hemsida och mobil/internetbank. Banken lovar att de kunder som lidit ekonomisk skada ska kompenseras enligt gängse rutin.[20]
- Under december månad 2020 uppstod i samband med en uppdatering av it-systemen tekniska problem som orsakade störningar i bankens tjänster för värdepappershandel. Kunder som upplevt att de förlorat pengar med anledning av det inträffade ombads att göra en reklamation till banken. [21]
- Den 1 november 2021 uppgav banken att en pågående driftsstörning medförde problem för kunder att logga in på internetbanken, att använda Swish och genomföra kortbetalningar.[22]
- På kvällen den 28 april 2022 drabbades banken av en driftstörning som fick kunders konton att visa minussaldo. På bankens sociala medier vittnade flera oroliga kunder om problem med att betala i affären och om räkningar som inte betalats i tid. Felet, som kunde åtgärdas först på eftermiddagen dagen efter, uppstod enligt banken på grund av en systemuppdatering.[23][24] En granskning utförd av Finansinspektionen visade att Swedbank gjorde en ändring i it-systemet utan att följa sina rutiner. Banken saknade också rätt kontrollmekanismer i sammanhanget. Finansinspektionen slog ned på Swedbank och gav storbanken en anmärkning och en sanktionsavgift på 850 miljoner kronor.[25]

## Idrottsanläggningar med Swedbanks namn
Det finns flera idrottsanläggningar som bär eller burit Swedbanks namn:
- Friends Arena – en fotbollsarena i Solna kommun. Banken har dock låtit stiftelsen Friends namnge arenan.
- Swedbank Arena – en ishockeyarena i Örnsköldsvik. Swedbank valde dock inte förlänga och arenan fick istället namnet Fjällräven Center, senare omdöpt till Hägglunds Arena.
- Swedbank Park – en fotbollsarena i Västerås.
- Swedbank Stadion – en fotbollsarena i Malmö. Swedbank valde dock inte förlänga avtalet när det gick ut i slutet av 2017.[26]

## Relation till högskolor och universitet
Swedbank agerade så att svenska universitet sedan december 2015 har tvingats att återgå till att skicka brev istället för att använda helt elektronisk hantering av studenters ansökningar och kontouppgifter. Swedbank krävde nämligen, för att vara med i projektet Svensk e-legitimation, att Skatteverket upphör att ge Sveriges universitetsdatanätverk (SUNET) tillgång till Skatteverkets tjänst "Mina meddelanden" för säker myndighets-e-post, eftersom universiten sände användaruppgifter till studenters e-postkonton den vägen, vilket banken tolkade som en konkurrerande verksamhet till Bank-ID. Denna händelse används av olika debattörer som ett argument för att det behövs andra och fler lösningar för e-legitimering än Bank-ID.

### Samarbeten
Företaget är en av medlemmarna, benämnda Partners, i Handelshögskolan i Stockholms partnerprogram för företag som bidrar finansiellt till högskolan och nära samarbetar med den vad gäller forskning och utbildning.